# Geoffrey L. Greene (Physiker)
Geoffrey L. Greene ist ein US-amerikanischer Physiker (Neutronenphysik).
Greene studierte am Swarthmore College mit dem Bachelor-Abschluss 1971 und wurde 1977 an der Harvard University bei Norman Ramsey promoviert. Dort befasste er sich mit niedrigenergetischen (kalten) Neutronen, die damals erstmals in intensiven Strahlen verfügbar waren. Als Post-Doktorand war er am Rutherford Appleton Laboratory und am Institut Laue-Langevin. Er war Assistant Professor an der Yale University und danach am National Bureau of Standards (NIST). Er hatte verschiedene Managementpositionen am Los Alamos National Laboratory und ist Professor an der University of Tennessee und am Oak Ridge National Laboratory.
Er befasst sich mit Neutronenphysik und Verwendung kalter Neutronen bei der Bestimmung fundamentaler Konstanten und für das Studium grundlegender Kernprozesse. Er hatte eine führende Rolle in der Bestimmung fundamentaler Neutroneneigenschaften wie Lebensdauer, Masse, magnetischem Moment und verschiedenen Experimenten zur Untersuchung möglicher Symmetriebrüche bei Kernreaktionen.
Er ist Fellow der American Physical Society und war im Nuclear Science Advisory Committee und in der APS-Abteilung für Kernphysik.
Für 2021 erhielt er den Tom-W.-Bonner-Preis für Kernphysik für grundlegende Arbeit, die das Gebiet der fundamentalen Neutronenphysik in den US etablierte, für die Entwicklung experimenteller Techniken von Messungen der Neutronenlebensdauer im Strahl und andere Experimente, und für die Realisierung einer Anlage für die nächste Generation von grundlegenden Messungen zur Neutronenphysik (Laudatio).